# سوق الخميس (بعدان)

تعديل مصدري - تعديل

سوق الخميس محلة تابعة لقرية الجبائب، التابعة لعزلة الحرث بمديرية بعدان إحدى مديريات محافظة إب في الجمهورية اليمنية، بلغ تعداد سكانها 70 حسب تعداد اليمن لعام 2004.